# Fountains of Wayne
Fountains of Wayne é uma banda de rock norte-americana formada na cidade de Nova York em 1995. O grupo é composto pelos membros fundadores Chris Collingwood, Jody Porter e Brian Young. Entre 1996 e 2011, lançaram seis álbuns antes de se separarem efetivamente em 2013. A banda ficou mais conhecida pelo hit "Stacy's Mom", indicado ao Grammy.
O ex-integrante e fundador da banda Adam Schlesinger faleceu em 1º de abril de 2020, devido a complicações da COVID-19. Em homenagem a ele, os membros remanescentes do Fountains of Wayne se reuniram para um show online único no dia 22 de abril de 2020.
Em 2025 a banda anunciou o retorno aos palcos pela primeira vez desde o falecimento de Adam.

## História
O grupo foi formado pelos compositores Adam Schlesinger e Chris Collingwood. Os dois se conheceram como calouros na Williams College e começaram a tocar juntos em várias bandas. Quando se separaram, Chris Collingwood formou a banda Mercy Buckets em Boston e Adam Schlesinger formou Ivy, em Nova York. Os dois se encontraram mais uma vez durante meados dos anos 1990 e formaram a Fountains of Wayne.

## Discografia

### Álbuns de estúdio
- Fountains of Wayne (1996)
- Utopia Parkway (1999)
- Welcome Interstate Managers (2003)
- Traffic And Weather (2007)
- Sky Full of Holes (2011)

### Compilações
- Out of State Plates (compilação de raridades) (2005)